# Harry Kleiner
Harry Kleiner (* 10. September 1916 in Tiflis, Georgien; † 17. Oktober 2007 in Chicago, Illinois/USA) war ein amerikanischer Drehbuchautor und Filmproduzent.
Sein Debüt als Drehbuchautor gab er 1945 mit dem Film Mord in der Hochzeitsnacht. Drei Jahre später verfasste er das Drehbuch zu dem Film Straße ohne Namen. In den 1960er Jahren war er auch für das Fernsehen tätig, so schrieb er einige Drehbücher für die Fernsehserie Die Leute von der Shiloh Ranch. Von 1957 bis 1960 betätigte sich Kleiner auch als Filmproduzent. Sein erster von ihm produzierte Film war Ums nackte Leben, für den er auch das Drehbuch verfasste. Seine letzten beiden Drehbücher schrieb er für Film des Regisseurs Walter Hill. So entstand 1987 Ausgelöscht, ein Jahr später wurde Red Heat inszeniert.
1969 wurde Kleiner für sein Drehbuch zu Bullitt bei den Edgar Allan Poe Awards in der Kategorie Best Motion Picture ausgezeichnet.

## Filmografie (Auswahl)
- 1945: Mord in der Hochzeitsnacht (Fallen Angel)
- 1948: Straße ohne Namen (The Street with No Name)
- 1952: Die Feuerspringer von Montana (Red Skies of Montana)
- 1952: Gesetz der Peitsche (Kangaroo)
- 1953. Salome
- 1953: Fegefeuer (Miss Sadie Thompson)
- 1954: Carmen Jones
- 1966: Die phantastische Reise (Fantastic Voyage)
- 1968: Bullitt
- 1971: Le Mans
- 1987: Ausgelöscht (Extreme Prejudice)
- 1988: Red Heat